# Kiss Ádám (református lelkész)
Kiss Ádám (Garamkissalló (Hont megye), 1795. december 25. – Dad, 1838. augusztus 19.) református lelkész, Kiss József református lelkész bátyja.

## Élete
Kiss György (aki a fehérmegyei Keresztesről származott köznemes családból) és Szalay Zsuzsánna fia. Előbb szülőföldjén tanult, majd 1805-től Hódmezővásárhelyen. Debrecenben 1810-ben lépett az iskola felső osztályába, honnét mint harmadéves hittanhallgató 1816-ban Pápára költözött. Amikor itt tanulmányait elvégezte, egy évig a költészeti osztály vezetésével bízták meg. A szokásos három évi rektoriát Szőnyben (Komárom megye) végezte 1819-21-ben. 1822-től a jenai és göttingeni egyetemen egy évet töltött, egy másik évet pedig atyja mellett szülőfalujában mint segédlelkész. 1824-ben Csépre (Komárom megye) választatott lelkésznek; 1827-ben Dadon (Komárom megye) lett lelkész, ahol hosszantartó betegség után szemevilágát is elvesztvén, 1838. augusztus 19-én meghalt. Polgár- és egyházmegyéje s kerülete táblabiróul választá kevéssel halála előtt. Nagy emlékezőtehetséggel bírt és híres egyházi szónok volt.

## Munkái
- Háládatos tisztelet, mely tétetett Nt. Tóth Ferencz úrnak a tanuló ifjúság nevében, midőn a pápai ref. collegiumbeli theologice professorságot ugyan a pápai szent ekklesiában való prédikátori hivatallal felcserélvén, tanítványaitól elbucsúzott.
- Haloti beszédek. Baditz Juliára, Csepy Józsefné felett. Komárom 1825. (Tüdős József beszédével együtt.)
- Örömérzés, melyet ft. és t. Tóth Ferencz úrnak, a helv. vallástételű dunántúli egyházi főkormányszékre tett emeltetésén kinyilatkoztatott Pápán Sz. Iván hava 19. 1827. Uo. (Költemény.)
- Kiss Ádám egyházi-beszédei. Pest, 1835-38. Négy kötet. (2. kiadás. Uo. 1838-39. A 4. kötet végén 1-31 l. a felette tartott gyászbeszéd Vecsey Károly tatai s Varju István ó-szőnyi lelkésztől.) Első darab Harmadik darab